# Eudialita
L'eudialita és un mineral de la classe dels silicats que pertany i dona nom al grup de l'eudialita. Rep el seu nom del grec eu (bo) i dialisis (desunió), al·ludint la seva fàcil solubilitat en àcid. Va ser descrita per primera vegada l'any 1819 per Friedrich Stromeyer en exemplars de sienita nefelina del complex intrusiu de Ilimaussaq, al sud-oest de Groenlàndia. És el membre principal del grup eudialita, grup al qual dona nom.

## Característiques
L'eudialita és un silicat de color vermell, de fórmula química Na₁₅Ca₆Fe₃Zr₃Si(Si₂₅O₇₃)(O,OH,H₂O)₃(Cl,OH)₂. Es caracteritza pel fet que pot ser fosa molt fàcilment. Amb un bufador es fon ràpidament a un color verd pàl·lid, sense color de la flama. A més, el mineral és també molt sensible als àcids. Fins i tot ruixada amb àcids en fred la eudialita descoloreix molt ràpidament i gelatinitza fàcil i completament. Cristal·litza en el sistema trigonal.
Segons la classificació de Nickel-Strunz pertany a «09.CO: Ciclosilicats amb enllaços de 9 [Si9O27]18-» juntament amb els següents minerals: al·luaivita, ferrokentbrooksita, kentbrooksita, khomyakovita, manganokhomyakovita, oneil·lita, raslakita, feklichevita, carbokentbrooksita, zirsilita-(Ce), ikranita, taseqita, rastsvetaevita, golyshevita, labyrinthita, johnsenita-(Ce), mogovidita, georgbarsanovita, aqualita, dualita, andrianovita, voronkovita i manganoeudialita.
L'eudialita és feblement radioactiva amb una activitat específica d'aproximadament 158,2 Bq/g (en comparació, l'activitat del potassi és 31,2 Bq/g).

## Formació
Posseeix un origen magmàtic, es forma en roques ígnies alcalines, com la sienita nefelínica i les seves pegmatites. Es troba associada amb altres minerals ignis alcalins. Aquests minerals associats inclouen: microclina, nefelina, aegirina, lamprofil·lita, lorenzenita, catapleiïta, murmanita, arfvedsonita, sodalita, aenigmatita, rinkita, låvenita, titanita i magnetita titànica.

## Usos
L'eudialita s'utilitza com un mineral de poca importància de zirconi. També s'empra en joieria com a pedra ornamental generalment en forma de caboixó, però aquest ús està limitat per la seva raresa, que es veu agreujada pel seu pobre hàbit cristal·lí. Aquests factors fan que el seu interès primari sigui com a mineral de col·lecció.